# 斯莫梁市鎮
41°35′N 24°42′E / 41.583°N 24.700°E

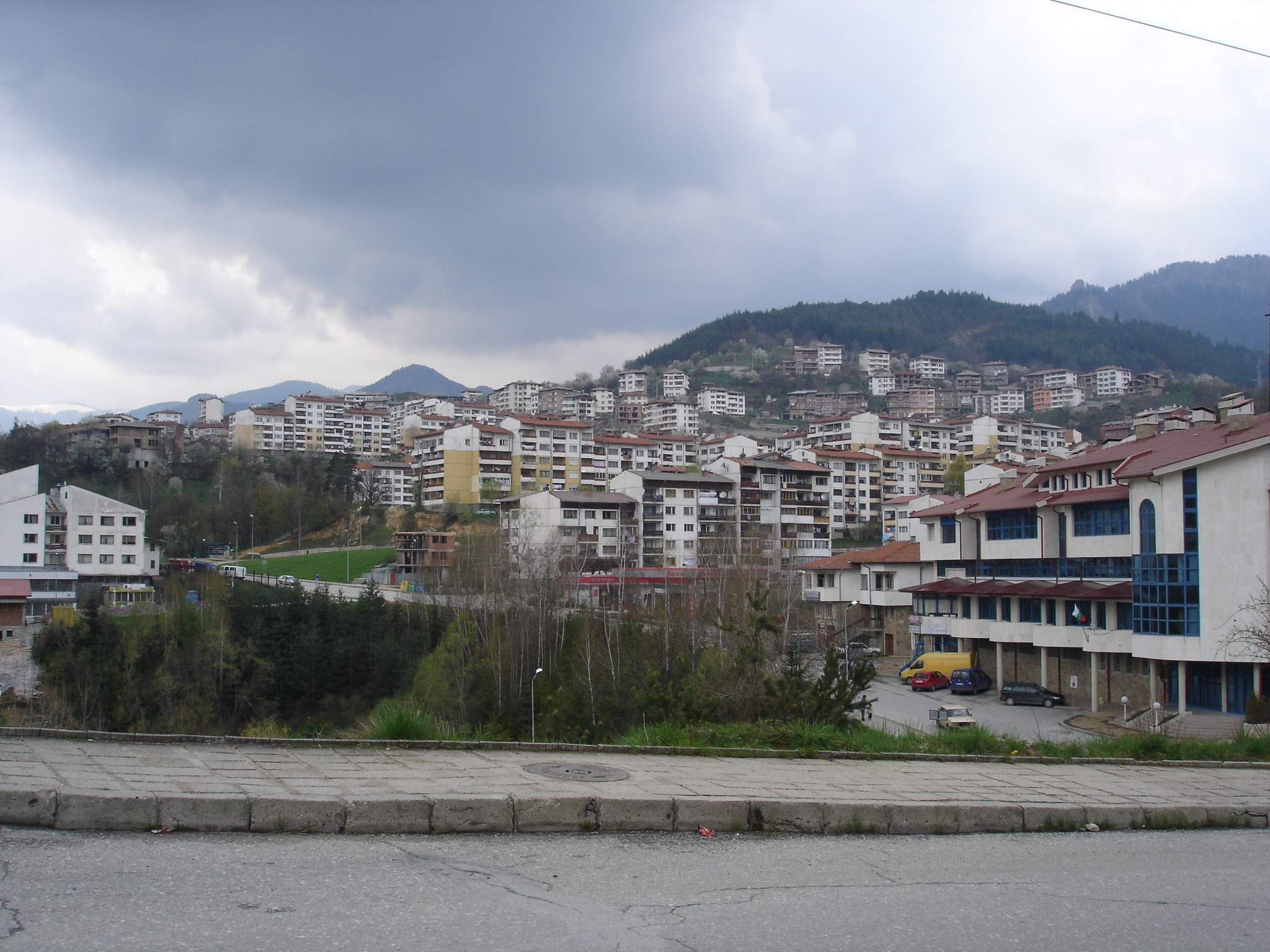

斯莫梁市，是保加利亞的城鎮，位於該國南部，由斯莫梁州負責管轄，首府設於斯莫梁，面積879平方公里，2005年人口46,875，人口密度每平方公里53.33人。